# Grignano Polesine
Grignano Polesine is een plaats (frazione) in de Italiaanse gemeente Rovigo.